# Bert Wollersheim

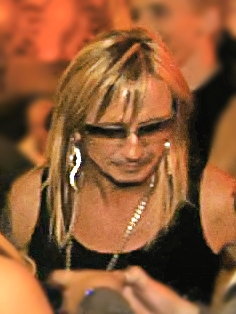
Bert Wollersheim im Jahr 2007

Bert Wollersheim (* 24. März 1951 in Bonn) wurde ab den 1970er-Jahren durch seine Betätigung im Rotlichtmilieu in Düsseldorf bekannt. Eine breitere Öffentlichkeit wurde durch TV-Auftritte – insbesondere der Doku-Soap Die Wollersheims – Eine schrecklich schräge Familie! – auf RTL II auf ihn aufmerksam.

## Geschäfte
Wollersheim wuchs im Ort Heimerzheim auf, wo er im Salon seines Vaters den Beruf des Friseurs erlernte. 1969 zog er mit 18 Jahren nach Düsseldorf. Dort bediente er als „Promi-Friseur“ unter anderem Showstars wie Dieter Thomas Heck und Rex Gildo, kam aber auch mit lokalen Größen des Rotlichtmilieus in Kontakt, wie dem Kölner Heinrich Schäfer.
Seinen ersten eigenen Club „Darlings“ eröffnete Wollersheim im Jahr 1976. Ab den 1980er-Jahren betrieb er das Bordell „The Red Mile“ (Rote Meile) in drei nebeneinanderliegenden Wohnhäusern an der Rethelstraße im Düsseldorfer Stadtteil Düsseltal. Ab Mitte der 1990er-Jahre vermietete Wollersheim zudem Stretchlimousinen.
Im Rahmen einer großangelegten Razzia wurde Wollersheim mit einem Dutzend mutmaßlicher Komplizen am 3. Juli 2012 festgenommen, insgesamt wurde gegen 80 Beschuldigte ermittelt. Nach Ermittlungen der Staatsanwaltschaft Düsseldorf wurden in drei Düsseldorfer Bordellen mindestens 130 Freier erst betäubt und dann mit deren Kreditkarten große Summen abgebucht. Bei Beschwerden soll mit kompromittierenden Videos gedroht worden sein. Der gern als Partylöwe dargestellte Wollersheim galt bis zu seiner Verhaftung 2012 als einer der bekanntesten Bordellchefs in Deutschland, war aber nur Mitgesellschafter einer GmbH, der die Bordelle gehörten, und wollte im Betrieb nur eine Nebenrolle gespielt haben; die Kriminalpolizei schätzte ihn und seine Ehefrau vielmehr als Aushängeschild der Bordelle ein.
Nach sieben Wochen entließ das Landgericht Düsseldorf Wollersheim nach einer Haftbeschwerde aus der Untersuchungshaft, da es „an ausreichenden Anhaltspunkten mangele, dass Wollersheim selbst an der Planung und Ausführung beteiligt gewesen“ sei. Die Staatsanwaltschaft legte beim Oberlandesgericht Beschwerde gegen die Aufhebung der Untersuchungshaft ein, sie wurde jedoch kurz darauf wieder zurückgezogen.
Nachdem die Bordelle vom Ordnungsamt vom Juli bis November 2012 geschlossen worden waren, gingen diese in den Besitz der neu gegründeten RGD Gastronomiebetriebe Düsseldorf GmbH über. Wollersheim und sein früherer Mitgesellschafter bei der PRD Pensionsbetriebe Rethelstraße Düsseldorf GmbH traten als Berater dieser neuen GmbH in Erscheinung. Im November 2013 kam es aufgrund von Steuerschulden in Höhe von 7,5 Millionen Euro zur Insolvenz der PRD Pensionsbetriebe Rethelstraße Düsseldorf GmbH, die mehrere Bordelle betrieb und an der Wollersheim zur Hälfte beteiligt war. Wollersheim gab an, als Geschäftsführer „mit dem operativen Geschäft nichts zu tun“ gehabt zu haben; er habe sich auf sein „Führungspersonal“ verlassen. Im Februar 2014 schied er auch als Berater der RGD Gastronomiebetriebe Düsseldorf GmbH aus, welche seine ehemaligen Bordelle betrieb.
Im Herbst 2014 eröffnete Wollersheim in Düsseldorf-Rath den FKK-Club „Oceans“, ein Großbordell mit geplant bis zu 300 Angestellten. 2015 fungierte Wollersheim als Berater bei der Umgestaltung der Laufhäuser in der Flaßhofstraße, dem Rotlichtbezirk in Oberhausen. Im Juni 2016 wurde die Zahlungsunfähigkeit Wollersheims bekannt.
Während Mitte 2017 ein Partner Wollersheims und ein weiterer Komplize, die beide in den Düsseldorfer Bordellen aktiv waren, wegen Betrugs und Körperverletzung zu langjährigen Freiheitsstrafen verurteilt wurden, entschied das Landgericht Düsseldorf im März 2018, dass Wollersheim wegen „zu Unrecht vorgenommener Strafverfolgungsmaßnahme dem Grunde nach aus der Staatskasse zu entschädigen“ sei. Anfang 2019 stellte Wollersheim Antrag auf Insolvenz.

## Beziehungen
Wollersheim hat eine Tochter (* 1982) und einen Sohn (* 2002). In dritter Ehe war er von 2010 bis 2017 mit Sophia Wollersheim verheiratet. 2016 trennte sich das Paar. 2018 ging Wollersheim mit seiner Freundin Bobby Anne Baker in die Fernsehsendung Das Sommerhaus der Stars – Kampf der Promipaare; danach zerbrach die Beziehung. Kurz darauf zog er zum Webcamgirl Yvonne Schaufler (Künstlername Ginger Costello) nach Mallorca. Die beiden heirateten im Oktober 2018. 
Anfang 2024 zog das Ehepaar nach Venezuela. Nach gravierenden gesundheitlichen Problemen bei Wollersheim, die sich negativ auf die Beziehung auswirkten, trennten sich Bert und Ginger Wollersheim 2025.

## Medienauftritte
Anfang der 2000er-Jahre sendete das WDR Fernsehen einen Dokumentarfilm über Wollersheim, 2008 folgte eine Reportage im Rahmen der Sendung Männer TV im DSF. 2009 nahm Wollersheim mit Susen Tiedtke, Mark ’Oh und Ricky an der Sendung Das perfekte Promi-Dinner teil. Ab Februar 2011 wurde auf RTL II die achtteilige Doku-Soap Die Wollersheims – Eine schrecklich schräge Familie! über „Deutschlands kultigsten Bordellchef und seine neue Liebe“ Sophia Vegas ausgestrahlt.

### Dokumentation
Im September 2012 wurde die Dokumentation The Last Pimp – Bert Wollersheim – Die wahre Geschichte veröffentlicht. Die Dokumentation The Last Pimp (übersetzt Der letzte Zuhälter) wurde bereits 2004 bis 2007 gedreht.

### Fernsehshows
- 2011/2012: Die Wollersheims – Eine schrecklich schräge Familie! (RTL II)[38][39][40]
- 2013: Familien Duell Prominenten-Special (RTL)[41][42]
- 2017: Der Promi-Trödeltrupp (RTL II)[43]
- 2018: Das Sommerhaus der Stars – Kampf der Promipaare, Staffel 3 (RTL)[44]
- 2018: Lass dich überwachen! – Die Prism Is A Dancer Show (ZDF)[45]
- 2021: Hot oder Schrott-Promi Special (VOX)[46]
- 2021: Die Festspiele der Reality Stars – Wer ist die hellste Kerze?, Staffel 2: Winter-Edition, Folge 2, (Sat.1)[47]

### Filmografie
- 2018: Agent Wu 2 (Kurzfilm)[48]
- 2019: Tal der Skorpione (Actionfilm)[49]